# Droga krajowa nr 143 (Kostaryka)
Droga krajowa nr 143 (hiszp. Ruta Nacional Secundaria 143/Ruta 143) – jedna z dróg krajowych w Kostaryce. Znajduje się ona w prowincjach Alajuela i Guanacaste.

## Opis
W prowincji Alajuela droga krajowa nr 143 przebiega przez kanton Guatuso (przez dystrykty San Rafael de Guatuso i Cote).
W prowincji Guanacaste droga krajowa nr 143 przebiega przez kanton Tilarán (przez dystrykt Arenal).